# Edificio del Banco de la Reserva Federal de Nueva York
El Edificio del Banco de la Reserva Federal de Nueva York (en inglés: Federal Reserve Bank of New York Building) es un edificio histórico ubicado en Nueva York, Nueva York, sede del Banco de la Reserva Federal de Nueva York. Es un Hito Histórico de Nueva York inscrito en el Registro Nacional de Lugares Históricos desde el 6 de mayo de 1980.  La firma York and Sawyer diseñó el edificio del Federal Reserve Bank of New York.

## Ubicación
El Edificio del Banco de la Reserva Federal de Nueva York se encuentra en Manhattan.